# Échelle d'intelligence Stanford-Binet
Pour les articles homonymes, voir Stanford et Binet.
L’échelle d’intelligence Stanford-Binet est un test servant à mesurer le quotient intellectuel. Le test est nommé en l'honneur de la Stanford Graduate School of Education (en), dans laquelle travaillait le psychologue américain Lewis Terman, et d'Alfred Binet, pédagogue français créateur du premier test psychométrique.

## Historique
La première version a été produite en 1916 par le psychologue Lewis Terman, de l'université Stanford. Elle a été conçue à partir du test Binet-Simon[réf. non conforme], l'échelle originale de Binet-Simon mise au point en France par Alfred Binet et Theodore Simon. Cette première version présentait des traductions et des adaptations des items français, ainsi que de nouveaux items que Terman avait développés et testés entre 1904 et 1915.
Pendant les deux décennies qui ont suivi, Terman a continué à développer le test avec sa collègue Maud Merrill, notamment dans la perspective de mieux distinguer les individus à haut potentiel, et il a abouti à deux versions différentes du test, la forme L (pour Lewis) et la forme M (pour Maud) du Stanford-Binet, publié en 1937. 
Dans les années 1950, Merrill a de nouveau révisé le Stanford-Binet, en sélectionnant les meilleurs items des formes L et M pour les inclure dans une nouvelle version du test. Elle a ainsi produit la forme L-M, publiée en 1960 (Terman & Merrill, 1960), qui a ensuite été remaniée en 1973 (Terman & Merrill, 1973 ; Merrill, 1973). Cette forme a notamment vu l'ajout d'items alternatifs à tous les niveaux, mais sinon, le format est resté similaire à celui de la révision de 1937. 
Une quatrième version, publiée en 1986 (Thorndike, Hagen, & Sattler, 1986) est passée du format d'échelle d'âge mental, introduit par Binet, à un format d'échelle semblable à celle du test de Wechsler, avec une distribution gaussienne des scores, une moyenne de 100 et un écart-type de 16.
L'échelle d'intelligence de Stanford-Binet en est maintenant à sa cinquième édition (SB5), qui a été publiée en 2003. Ce test d'aptitudes cognitives et d'intelligence est utilisé d’une part pour diagnostiquer les déficiences développementales ou intellectuelles chez les jeunes enfants, puis pour classer les enfants en fonction de leurs aptitudes intellectuelles et pouvoir ainsi les orienter professionnellement. Le test mesure cinq facteurs pondérés et se compose de sous-tests verbaux et non verbaux. Les cinq facteurs testés sont les connaissances, le raisonnement quantitatif, le traitement visuo-spatial, la mémoire de travail et le raisonnement fluide.